# In the Zone (DVD)
In the Zone — пятый по счету официальный DVD американской певицы Бритни Спирс, вышедший 6 апреля 2004 года.

## Факты
- В США этот DVD достиг первой строчки. На данный момент он является платиновым.
- Во Франции DVD приобрел статус платинового 8 ноября 2004 года, распространившись тиражом 20 тысяч копий.

## Содержание
- Аудио-треки: Английский (Dolby Digital 2.0 Surround)
- Выступление Бритни Спирс под названием In the Zone для ABC:

1. "Toxic"
2. "Breathe on Me"
3. "Boys"/"I'm a Slave 4 U"
4. "(I Got That) Boom Boom" (при участии Ying Yang Twins)
5. "Everytime"
6. "...Baby One More Time" (Cabaret version)
7. "Me Against the Music"

- MTV Spankin' New Music Week performances of "Me Against the Music" and "(I Got That) Boom Boom" featuring the Ying Yang Twins
- Видеоклип на песню "Me Against the Music" при участии Мадонны
- Видеоклип на песню "Toxic"
- Программа "Стоп! Снято" о клипе "Toxic"
- "In the Personal Zone" - эксклюзивное интервью со Спирс 2004 года.
- Фото-галерея

### Бонус специального издания США
- "Don't Hang Up" (B. Spears, B. Kierulf, J. Schwartz)
- "The Answer" (R. Leslie, S. 'P. Diddy' Combs)
- "Toxic" (Lenny Bertoldo Radio Mix) (C. Dennis, C. Karlsson, P. Winnberg, H. Jonback)
- "Me Against the Music" (Bloodshy & Avant's Chix Mix) (B. Spears, C. 'Tricky' Stewart, T. 'Trab' Nkhereanye, P. Magnet, T. Nash, G O'Brien)

### Бонус европейского издания
- "I've Just Begun (Having My Fun)" (B. Spears, M. Bell, C. Karlsson, P. Winnberg, H. Jonback)
- "Girls & Boys" (Linda Perry)
- "Toxic" (Lenny Bertoldo Radio Mix) (C. Dennis, C. Karlsson, P. Winnberg, H. Jonback)
- "Me Against the Music" (Bloodshy & Avant's Chix Mix) (B. Spears, C. 'Tricky' Stewart, T. 'Trab' Nkhereanye, P. Magnet, T. Nash, G O'Brien)

## Чарты и сертификаты
| Chart                                | Provider(s)    | Высшая позиция | Certification | Sales/ shipments |
| ------------------------------------ | -------------- | -------------- | ------------- | ---------------- |
| U.S. Billboard Top Music Video Sales | Billboard/RIAA | 1              | Platinum      | 100,000+         |
| Mexican Music Video Chart            | AMPROFON       | 6              | Gold          | 10,000+          |